# Obito Uchiha
Obito Uchiha (うちはオビト Uchiha Obito?), también conocido por su alias Tobi (トビ?), es uno de los antagonistas principales de la serie de manga y anime Naruto. Es presentado por primera vez en el arco «Kakashi Gaiden», como un ninja que se sacrifica para salvar 
a sus amigos de unos ninjas rivales. A pesar de que se creía muerto, Obito se revela más tarde como el líder de Akatsuki. Utiliza el nombre del líder de su clan, Madara Uchiha, y oculta su verdadera identidad con diferentes máscaras en la segunda mitad de la serie. Obito y sus variados personajes han aparecido en videojuegos de Naruto y adaptaciones animadas.

## Creación y diseño
Aunque Obito no aparece por primera vez hasta que los capítulos especiales de la serie se centran en su vida como niño ninja, hace un cameo en la portada del capítulo 16 del manga con Kakashi Hatake. Según Masashi Kishimoto, uno de los mayores misterios en la primera mitad de la serie fue por qué Kakashi solo poseía un Sharingan (a diferencia de Sasuke Uchiha y otros miembros del clan, que poseían el Dōjutsu en ambos ojos). Kishimoto escribió la historia de fondo de Kakashi para mostrarlo como un joven ninja a quien Obito le dio su Sharingan cuando estuvo a punto de morir en una pelea. Kishimoto dijo que para el capítulo 16 había concebido una historia sobre Obito siendo un Uchiha y cómo afectaría a Kakashi.
Durante la primera mitad de la serie, Kishimoto presentó a los Akatsuki, que parecía ser mucho más fuerte que los personajes principales (más jóvenes).  Esto llevó a Kishimoto a cambiar la serie, dando a la historia un salto temporal al momento en que Naruto y sus compañeros intentan enfrentarlos. Kishimoto dijo que basó a Akatsuki en organizaciones similares de la vida real. Obito actuando como Tobi era el personaje favorito de Akatsuki de Kishimoto para dibujar, debido a su simple máscara. Con el manga llegando a su clímax, Kishimoto quería tener cuidado con el desarrollo del personaje de Obito, encontrándolo tan importante como el crecimiento de Naruto y Sasuke en la narrativa.
Según Kishimoto, la muerte de Konan a manos de Obito fue una declaración sobre la pérdida del sueño por la paz que él, Nagato, Yahiko y Konan compartieron, y una indicación a Naruto como portador de luz y esperanza. Cuando el verdadero Madara Uchiha apareció en el manga, Kishimoto se abstuvo de declarar la verdadera identidad de Tobi, pero dijo que ambos personajes estaban relacionados y que se revelaría en los próximos capítulos.
Cuando se reveló la verdadera identidad de Obito en Naruto Shippuden, el personal de Pierrot hizo una escena final sobre su infancia. El diseñador de personajes Tetsuya Nishio se sorprendió con los múltiples diseños que tenía Obito a lo largo de la serie, y notó paralelismos entre él y Naruto en su infancia e inocencia.

## Personalidad
En su adolescencia, Obito solía ser alguien alegre y bueno. Debido a que Obito creció solo y sin sus padres, buscó ser reconocido por todos y, como resultado, soñó con ser un Hokage y salvar el mundo. Él esta
enamorado de Rin, su compañera de equipo, que a su vez estaba enamorada de Kakashi, por lo cual empezó a considerarlo como un «rival» al que quería superar. Como señaló Kakashi, Obito compartía muchas de las cualidades de Naruto, incluida una rivalidad unilateral con su inteligente compañero y sentimientos unilaterales por su compañera. También tenía los mismos deseos de Naruto de convertirse en un Hokage que nunca abandonaría a sus camaradas. Obito tenía fuertes sentimientos hacia sus seres queridos como el Hokage y el shinobi, cualidades que lo hacían ideal para la corrupción, según Madara. Al final, al presenciar la muerte de Rin, la determinación y el idealismo de Obito fueron destruidos y su Voluntad de Fuego se extinguió casi por completo.
Posteriormente, a Obito no le importaba nada más que el Plan Ojo de Luna sin tener en cuenta el costo personal de los demás. Aunque a menudo era arrogante e irrespetuoso con los que consideraba débiles, Obito no dejaba de elogiar a los demás.
Cuando se presentó por primera vez como «Tobi», Obito exageró al interpretar su antigua personalidad hasta extremos ridículos, interpretando el papel de un idiota que irritaba a la mayoría de los miembros de Akatsuki, aunque Kisame apreciaba la capacidad de Tobi para iluminar una organización tan oscura, como la de ellos. En el anime, se demostró que Obito mantenía este engaño, incluso cuando no había nadie alrededor. Finalmente, Obito descartó su papel de tonto y asumió un papel más directo en sus planes. Durante la Cuarta Guerra Mundial Ninja, Obito se fijó en Naruto, quien le recordaba a sí mismo en su juventud. Por las semejanzas entre Naruto y su crianza, Obito manifestó su rabia por seguir en esa ideología que él mismo siguió en su pasado, considerándolo increíblemente ingenuo e infantil por seguir creyendo en tales principios.
Kakashi, después de deducir la razón de esto y sus acciones, notó que la Voluntad del Fuego de Obito nunca había desaparecido realmente y que su negación le estaba causando una confusión interna que lo estaba destrozando por dentro. Durante su enfrentamiento con Naruto y Sasuke, Obito imaginó brevemente cómo podría haber sido su vida si hubiera regresado a Konoha cuando Rin murió y sus compañeros, llegando incluso a imaginarse a sí mismo como Hokage, aunque no entendía por qué conscientemente. Al ver estas visiones nuevamente, Obito comenzó a concluir que inconscientemente se lamentaba de sus acciones relacionadas con el Plan Ojo de Luna. Aunque conscientemente se convenció a sí mismo de no arrepentirse, siempre y cuando pudiera hacer realidad el plan, las acciones de Naruto finalmente lograron cambiar la mentalidad de Obito, permitiéndole superar su Maldición de Odio.

## Apariencia

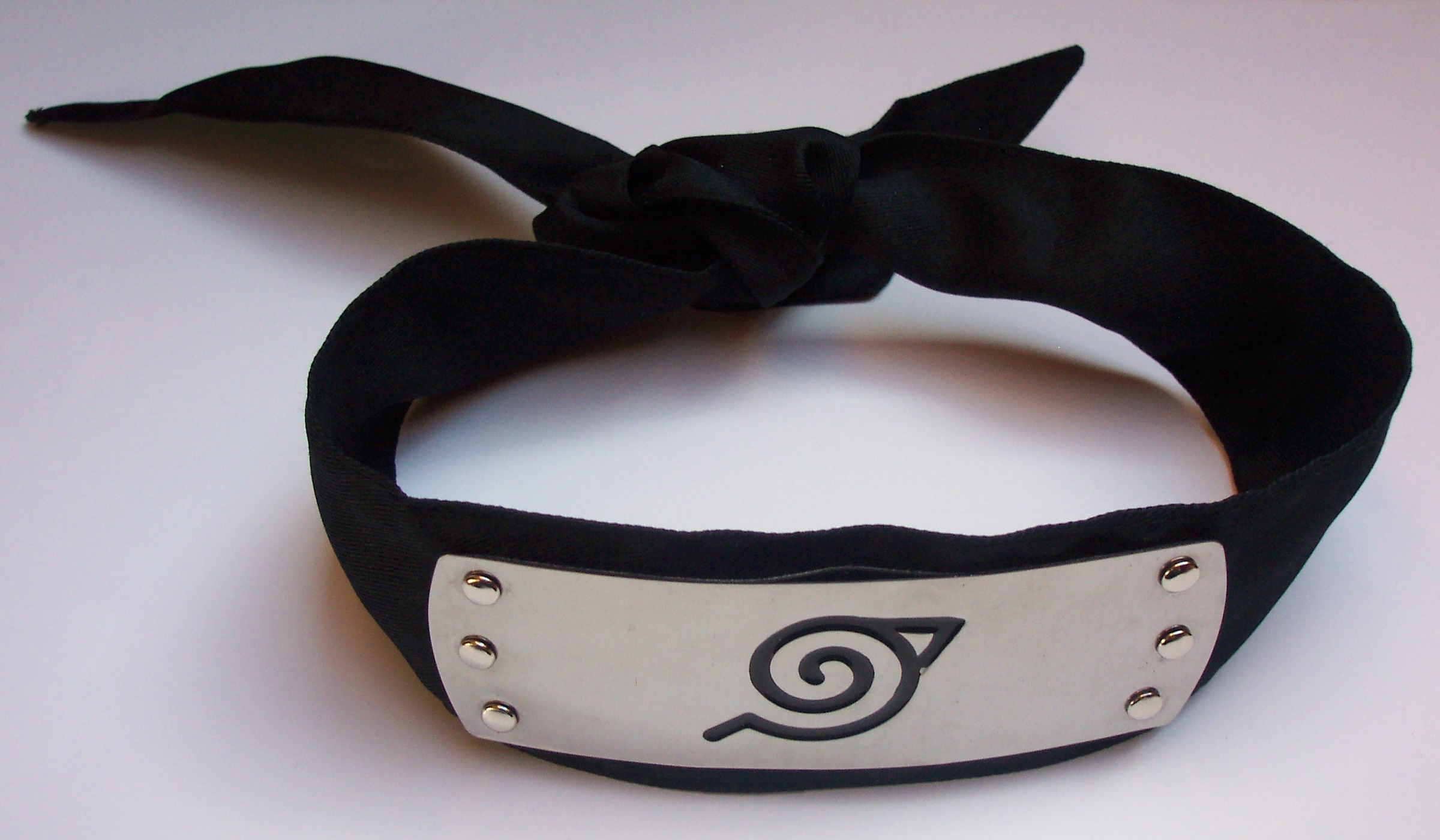
La banda de Konoha, cuyos ninjas utilizan.

Obito es físicamente más delgado y más alto que Kakashi. Tiene tez clara y cabello negro al igual que sus ojos. De niño usaba anteojos, que también le cubrían las orejas, con una visera naranja y confeccionada de manera que quedara aislada del exterior. Vestía un traje azul oscuro con ribete naranja, cuya espalda estaba adornada con el símbolo del clan Uchiha; llevaba la banda de Konoha y tenía placas protectoras de metal atadas a sus muñecas, similar a las que tenía Kakashi.
Tras su presunta muerte, utiliza la túnica negra decorada con nubes rojas característica de los Akatsuki, dejándose crecer el pelo, para luego cortárselo. Durante este período esconde su identidad gracias a diferentes máscaras: las dos primeras tienen un solo agujero en correspondencia con el ojo derecho (el que tiene el Sharingan) mientras que la tercera, utilizada durante la cuarta guerra ninja, tiene tres debido al hecho que Rinnegan fue trasplantado en la cuenca del ojo izquierdo; el motivo de esta tercera máscara parece ser una fusión entre el Sharingan y el Rinnegan.

Las máscaras de Obito en orden cronológico
La máscara que usó durante el ataque del Nueve Colas.
La máscara que usó en la segunda parte.
La máscara que usó tras el trasplante del Rinnegan.

## Historia

### Pasado
En su niñez, durante la Tercera Guerra Mundial Ninja, Obito quería convertirse en Hokage y esta enamorado de Rin, su compañera. Cuando él y Kakashi rescatan a Rin luego de ser secuestrada por un ninja de Iwagakure durante una misión, el lado derecho de Obito es aplastado por una roca. Él, pensando que iba a morir, hizo que Rin trasplantara su Sharingan izquierdo a Kakashi. Posteriormente, es salvado por Madara Uchiha, mientras que la mitad de su cuerpo es sustituido por el cuerpo artificial de Hashirama. Se convierte en el aprendiz de Madara, y el ninja hace que Obito sea testigo de la muerte de Rin como una víctima de la guerra a manos de un Kakashi reacio a romper su espíritu, lo que a su vez provocó que tanto Obito como Kakashi despertaran simultáneamente el Mangekyo Sharingan, pero mientras Kakashi al no ser un Uchiha acaba desmayándose por la metamorfosis del Dōjutsu y por la fuga masiva de chakra que este provocaba, Obito por su parte lleno de furia y sediento de venganza, asesina a sangre fría y de forma despiadada a todos los ninjas de la Niebla que se encontraban en el lugar. Pero mientras sostiene el cuerpo inerte de su amada Rin, finalmente concluye que puede usar las Bestias con Cola para destruir la realidad actual y crear una utopía, Obito adopta el nombre de Madara y modifica su voz después de la muerte del ninja.

### Segunda parte
Adoptando la identidad de Zetsu Espiral, Obito (llamado como Tobi) se hace pasar por el despreocupado lacayo de Akatsuki antes de convertirse en el reemplazo de Sasori y el compañero de Deidara al principio de la segunda parte. Después de la muerte de Deidara, Obito tiene un interés especial en Sasuke y lo toma bajo su protección al revelar la verdad sobre la masacre de su clan. Se presenta a sí mismo como Madara después de la muerte de Nagato, revelando el 
Plan Ojo de Luna a los Kages de las aldeas y explicando su intención de convertirse en el Jinchūriki del Diez Colas para subyugar la vida con el Tsukuyomi Infinito. Después de que ellos negaran a rendirse ante él, Obito declara la Cuarta Gran Guerra Ninja y forma una alianza reacia con Kabuto luego de chantajearlo. Después de recuperar el Rinnegan de Nagato, Obito convierte los cuerpos revividos de los antiguos Jinchūriki capturados en sus propios «Seis Caminos del Dolor» para poder usar el Modo Bestia con Cola y controlarlos con el Rinnegan. Él se enfrenta a Naruto y Kurama, quienes detienen los Seis Caminos del Dolor para luego Obito reivir al Diez Colas. Kabuto luego revive al verdadero Madara y Obito revela su verdadera identidad a lo que Kakashi se sorprende.
Mortalmente herido por Minato, Obito se convierte en el Jinchūriki del Diez Colas, pero es derrotado por Naruto y Sasuke con el apoyo de las Fuerzas Aliadas Shinobi. Un Obito culpable intenta redimirse reviviendo a todos los que murieron en la guerra, solo para ser poseído por el Zetsu negro. Al borde de la muerte, Obito se opone a Madara, circunscribe al con su fuerza de voluntad al Zetsu negro y evita sin éxito que Madara recupere el Rinnegan. Sin embargo, su fuerza dura poco, y entra en coma después de que Madara le implanta el Sharingan izquierdo de Kakashi para recuperar su Rinnegan. Finalmente, el Zetsu negro se apodera completamente de su cuerpo. Naruto usa su poder para restaurar la vida de Obito y así encontrar a Sasuke con la intención de luchar contra Kaguya. Obito muere mientras protege a Naruto y Kakashi del ataque de Kaguya. A pesar de todo, le agradece a Naruto por recordarle su verdadero «yo». Con su espíritu aún en el mundo de los vivos, ayuda a Kakashi momentáneamente dándole su chakra y el Mangekyō Sharingan y así pasar a la próxima vida luego de la derrota de Kaguya.

## Habilidades

El Sharingan de Obito con sus tres aspas.

Estadísticas de Obito.

El Mangekyō Sharingan de Obito.

El Rinnegan de Madara Uchiha que Obito tenía implantado.

Como todos los miembros del Clan Uchiha, Obito tiene una predisposición natural por el chakra de tipo fuego y, de hecho, frecuentemente recurre a la técnica Gran Bola de Fuego (火遁・豪火球の術 Katon: Gōkakyū no Jutsu?); luego aprende otras técnicas, incluso muy avanzadas, siempre pertenecientes al mismo elemento. Durante la Tercera Guerra Ninja, Obito activa el Sharingan, una peculiaridad de su clan, por primera vez en la historia. Obito, además del primer Hokage y el Capitán Yamato, se vuelve capaz de usar el Elemento Madera (木遁 Mokuton?). La muerte de Rin provoca una violenta conmoción en el alma de Obito, lo que provoca el despertar del Mangekyō Sharingan en su ojo derecho y al mismo tiempo Kakashi también lo despierta, ya que este último poseía el ojo Sharingan izquierdo de Obito. El poder característico del Mangekyō Sharingan de Obito es una técnica espacio-temporal llamada Kamui (神威?), que le permite transportarse a sí mismo o a otras personas a otra dimensión y hacerse intangible cruzando aparentemente la materia.
Poco antes del comienzo de la Cuarta Guerra Ninja, Obito se trasplanta el ojo Rinnegan izquierdo de Nagato, en reemplazo al ojo Sharingan izquierdo que perdió en su batalla contra Konan, por el uso del jutsu Izanagi. Con el Rinnegan implantado en su ojo izquierdo, Obito pudo crear su propia versión de los Seis Caminos del Dolor, usando como base el jutsu del Edo Tensei y los antiguos Jinchurikis de los bijus ya capturados, aunque también se revela que el podría haberse puesto los dos ojos Rinnegan si quisiera, sin embargo según sus palabras al no ser el dueño original del Doujutsu, este abría perdido la compostura rápidamente debido al inmenso poder que tenía el Rinnegan y le sería muy difícil controlar el poder, siendo este el motivo por el cual solo pudo implantarse uno y no los dos ojos.
Durante la batalla contra Madara Uchiha en la Cuarta Gran Guerra Ninja, este finalmente recuperaría su ojo Sharingan izquierdo original y debido a las células de Hashirama Senju en su cuerpo, también pudo curar la inminente ceguera que este ojo tenía cuando estaba en posesión de Kakashi, a su vez durante la batalla final contra la diosa conejo Kaguya Ōtsutsuki, se revela que ahora con ambos ojos Sharingan puede crear portales del Kamui mucho más rápidos en comparación a cuando este usaba un solo ojo, pero también se puede notar el típico sangrado ocular que les ocurre a todos los miembros del clan Uchiha cada vez que usan técnicas que se relacionan con el Mangekyo Sharingan, también tras su muerte y pasar parte de su poder a Kakashi, despierta un Susanoo perfecto el cual posee la habilidad de lanzar unos shurikens especiales los cuales al impactar un objetivo crean un efecto Kamui que permite tele transportar partes del objetivo impactado a otras dimensiones.

### Misiones completadas
Durante el transcurso de la historia, Obito ha realizado un total de 135 misiones.
- Misiones D: 86
- Misiones C: 24
- Misiones B: 24
- Misiones A: 1
- Misiones S: 0

## Apariciones en otros medios
Además de la serie principal, Obito aparece en varios videojuegos. El juego Naruto Shippuden: Ultimate Ninja Storm Revolution describe el origen de los Akatsuki. La sexta película de la segunda parte, Road to Ninja: Naruto the Movie (2012), presenta a Obito fingiendo ser Madara. Atrapa a Naruto y Sakura en un mundo alternativo y manipula a la persona opuesta de Naruto, Menma. Cuando Naruto derrota a Menma, Obito libera a Naruto y Sakura y considera esta misión un fracaso. También aparece en la novela ligera Naruto Jinraiden: The Day the Wolf Howled (2012), que explora las reflexiones de Sasuke después de la muerte de Itachi. En Akatsuki Hiden (2015), se muestra el primer encuentro de Obito con Nagato.